# Henry de Pène
Pour les articles homonymes, voir de Pène.
Henry Pène, dit Henry de Pène, né le 25 avril 1830 à Paris 1er et mort le 26 janvier 1888 à Paris 9e, est un journaliste et romancier français.

## Biographie
Fils de Caroline Delatte et de Dominique-Achille Pène, propriétaire des mines de cuivre de Banca et entrepreneur de travaux publics à Paris, dont il a créé le quartier de la Boule-Rouge, Henry de Pène, après de brillantes études au collège Rollin a fait son droit, tout en s’adonnant à la peinture.
Lancé dans le journalisme à la suite de la révolution de 1848, ses ardentes convictions royalistes l’ont conduit à attaquer la République jusqu’à la fin de sa vie. Secrétaire de rédaction au journal royaliste l’Opinion publique, au moment du coup d’État de 1851, il a été, au début du Second Empire, l’initiateur du journalisme mondain en rédigeant, pour le Nord et l'Indépendance belge, des courriers parisiens informant le public des choses et les gens de la haute société. Il a également créé la Gazette des étrangers (d), devenue Paris, qui n’a pas eu de succès.
En 1858, le jeune écrivain entre au Figaro hebdomadaire, alors dirigé par Hippolyte de Villemessant, où il signait ses chroniques du pseudonyme de « Nemo ». En 1868, il a fondé, avec Edmond Tarbé, le Gaulois. Tarbé en était le directeur, et Pène le rédacteur en chef. À la séparation des deux associés, Tarbé a gardé Le Gaulois tandis que Pène s’en allait créer le Paris-Journal pour succéder à Paris. Il a collaboré à L’Événement avec le fils de Victor Hugo, puis à diverses publications.
On lui doit également des chroniques, des romans, notamment les Mémoires d’une femme de chambre, et une biographie du « comte de Chambord ». Doué d’une facilité d’écriture remarquable, il ne raturait jamais un manuscrit et était capable de rédiger un journal entier à lui tout seul. Il a, pour cette raison, eu recours à moult noms de plume : Némo, Mané au Figaro et à l’Indépendance belge, Elmire, Popinot, Monsieur Maxime, Ch. Demailly et Baron Grog au Gaulois, B. Loustalot au Paris-Journal, Henri Desroches au Constitutionnel et Frédérick, puis H. de Nauheim à la Revue européenne, Dorante à la Gazette des étrangers, L. Desmoulins.
Homme d’honneur, il a eu, à la suite d’un écho paru dans Le Figaro du 6 mai 1858, un double duel retentissant avec deux officiers, dont il est sorti grièvement blessé. À la lecture de sa chronique, un officier du 9e chasseurs, en garnison à Amiens, du nom du Courtiel, l’a provoqué en duel. Lors du duel, au Pecq, Courtiel a été atteint assez gravement à l’avant-bras, dès la première reprise. C’est alors qu’emporté par la colère, un de ses témoins du nom de Hyenne, officier comme lui, a provoqué directement un second duel accepté par Pène, malgré l’énergique opposition de ses témoins, qui, cette fois eut moins de chance, tombant frappé de deux coups d’épée successifs, dont l’un dans la région du cœur. Resté une heure étendu sur l’herbe, il dit au commissaire de police accouru sur les lieux, en revenant à lui : « Le combat a été loyal ». Resté quinze jours entre la vie et la mort, il a dû en grande partie son salut au dévouement de sa femme, Louise-Adélaïde dite « Adèle » de Mauret (1827-1901), épousée, à Paris, en 1855. À peine rétabli, il se remettait au travail.
Farouchement hostile à la Commune de Paris, il est au nombre des manifestants des « Amis de l'Ordre » du 22 mars 1871 tentant d'empêcher la tenue des élections municipales pour le conseil de la Commune, ce qui lui vaut de recevoir une balle à l’aine, lors de la manifestation, rue de la Paix, qui fera quinze morts et une dizaine de blessés parmi les manifestants lorsque les Gardes nationaux tireront sur les manifestants. En 1886, il s’est essayé au roman, avec Trop Belle et, plus tard, Née Michon, toutes deux lauréates du prix de Jouy de l’Académie. Au moment de sa mort, il achevait un nouveau roman intitulé Demi-Crimes, dont le manuscrit allait être livré à la Revue des Deux Mondes.
Ayant accepté sous bénéfice d’inventaire, en 1866, la succession de son père à la suite d’affaires malheureuses, il a ensuite durement travaillé pour rembourser les créanciers, comme rédacteur en chef au Gaulois jusqu’à sa mort, des suites d’une maladie de foie dont il souffrait depuis longtemps et qui s’est compliquée d’une congestion pulmonaire. Il a eu recours à plusieurs pseudonymes : Némo, B. Loustalot, Manè, Popinot, Desmoulins.
Ayant conservé un certain attachement pour la province d’origine de sa famille paternelle, en Béarn, il s’est aussi fait appeler « Henry de Pène d’Argagnon », du nom du château d’Argagnon qu’y possédait son père.

## Jugements
« homme d’esprit, dont les traits d’esprit avaient des ailes et pas de venin — Jules Claretie
Historiographe complet de son temps — Henry Fouquier
le nom de gentilhomme de lettres qu’on lui a donné n’a pas été usurpé. — Gaston Jollivet »

## Œuvres
- Paris intime, Paris, Achille Bourdilliat, 1859, iii-343 (OCLC 1376190279, lire en ligne sur Gallica).
- Un mois en Allemagne : Nauheim, Paris, Librairie nouvelle, 1859, 357 p., in-8º (OCLC 1158029060, lire en ligne sur Gallica).
- Manè, Paris aventureux : avec une dédicace à Marguerite Rigolboche, Paris, Édouard Dentu, 1860, iii-331, 1 vol. in-16 (OCLC 466315705, lire en ligne sur Gallica).
- Manè, Paris mystérieux, Paris, Édouard Dentu, 1861, vi-323, in-16 (OCLC 32946677, lire en ligne sur Gallica).
- Manè, Le Paris viveur, Paris, Édouard Dentu, 1862, viii-339, 1 vol. (VIII-339 p.) ; in-8º (OCLC 185301028, lire en ligne sur Gallica).
- Mané, Paris effronté, Paris, Édouard Dentu, 1863=, iii-337, in-8º (OCLC 465356646, lire en ligne sur Gallica).
- Mémoires d’une femme de chambre : écrits par elle-même en 1786. Traduits de l’anglais (ill. Vaury et Cie Photographe), Paris, Édouard Dentu, 1864, iv-318, 1 vol. ([4]-318 f. de pl. (lire en ligne sur Gallica).
- Manè, Paris amoureux, Paris, Édouard Dentu, 1864, 357 p. (OCLC 248769728, lire en ligne sur Gallica).
- « Commentaires d’un blessé », dans Édouard Moriac, Paris sous la Commune : 18 mars au 28 mai, Paris, 1872, 2e éd. (OCLC 878344420, lire en ligne sur Gallica), v-xxxii.
- Lettres buissonnières, Paris, 1872.
- Henri de France, Paris, H. Oudin, 1883, vi-578, 33 cm (OCLC 6986468).

### Romans
- Trop belle, Paris, Paul Ollendorff, 1866, iii-319, 1 vol. (317-92-16 p.) ; in-16 (lire en ligne sur Gallica)prix de Jouy de l’Académie française en 1887.
- Née Michon, Paris, Paul Ollendorff, 1887, iv-328, 1 vol. (p.) ; in-16 (lire en ligne sur Gallica).
- Demi-crimes (préf. Arsène Houssaye), Paris, Paul Ollendorff, 1888, xii-353, 1 vol. ; in-16 (lire en ligne sur Gallica).